# Anabasis

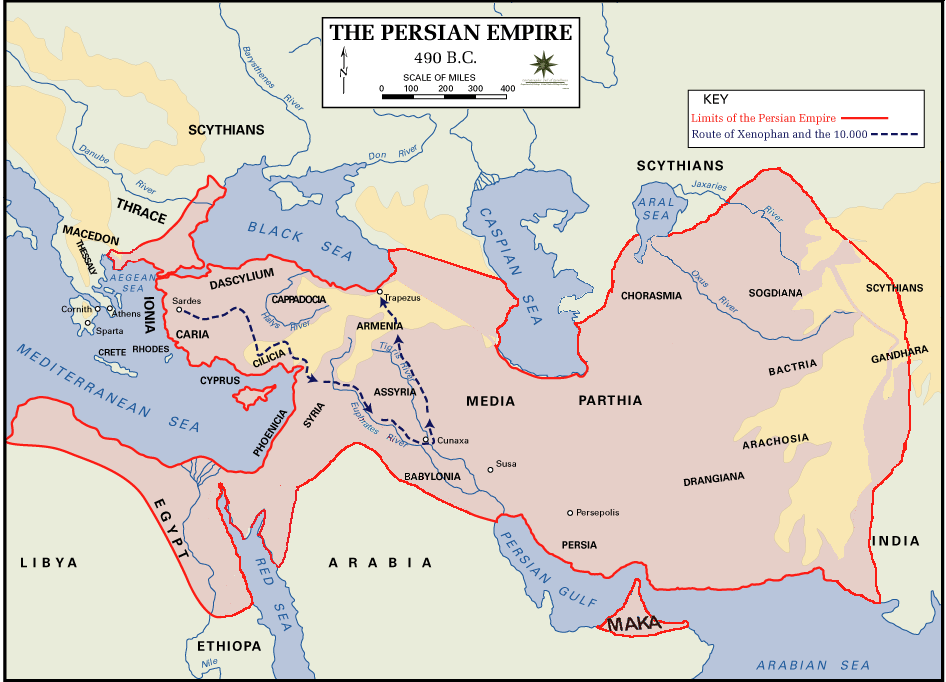
Trasa pochodu vyznačena čárkovaně na mapě soudobé Perské říše

Anabasis (starořecky Ἀνάβασις – pochod vzhůru, tj. od pobřeží) je nejznámější dílo
starořeckého vojáka a spisovatele Xenofonta. Popisuje výpravu řeckých žoldnéřů ve službách Kýra Mladšího do Malé Asie a zejména jejich strastiplný návrat zpět po Kýrově smrti. Xenofón se výpravy osobně účastnil a v ústupové části byl zvolen jedním z velitelů.
Jedná se o klasické dílo světové literatury, původní starořecký text je navíc doporučován k četbě studentům starořečtiny pro svou přímočarost.
Na základě tohoto díla se navíc rozšířilo slovo anabáze do mnoha jazyků s posunutým významem obtížné a dlouhé cesty. Z hlediska jazykového je přitom nepřesný i původní název díla: Cesta pod Kýrovým velením do nitra Malé Asie sice byla cestou od pobřeží, ale jádrem díla je popis cesty zpět k pobřeží, pro které měli Řekové slovo κατάβασις – katabasis, pochod dolů.

## Děj
Kýros Mladší z rodu Achaimenovců se chce zmocnit trůnu, na který usedl jeho starší bratr Artaxerxés II. Začne proto sbírat armádu, přičemž navenek se tváří, že má sloužit jen k boji se satrapou Tissafernem. Významnou součástí armády se stává „deset tisíc“ řeckých žoldnéřů a ti jsou také jedinou součástí Kýrovy armády, které se později daří v klíčové bitvě u Kunax, kde obrací protivníkovo křídlo k ústupu. Ve stejné bitvě ovšem Kýros zahyne, většina jeho armády ustoupí a do moci jeho nepřítele padne i zázemí se zásobami. Řečtí žoldnéři se tak ocitají bez cíle, bez spojenců a bez zásob v nitru rozsáhlé a spíše nepřátelské říše. Pro Perskou říši dále zastoupenou zejména Tissafernem ovšem představují také významný problém, protože zůstávají kvalitní disciplinovanou a bojeschopnou armádou, která se dokáže ubránit případnému nepřátelskému útoku. Kýrův zástupce Ariaeus, který se stáhl v čele zbytku Peršanů, sám o trůn usilovat nehodlá a o služby Řeků nemá zájem, nicméně jinak se k nim tváří přátelsky. Tissafernés, který od Řeků požaduje složení zbraní, na které oni odmítají přistoupit, ovšem nabídne Ariaesovi smír s králem pod podmínkou pomoci se zradou Řeků. Ariaeus souhlasí a společně se jim podaří nalákat řecké vedení jen s malou ostrahou na údajnou smírnou hostinu. Následně jsou řečtí vůdci pozabíjeni a Řekům je jako možnost opět nabídnuta kapitulace. Ti však odmítnou a vydají se na pochod na sever k Černému moři. Přestože musí bojovat s nepříznivými okolnostmi, nakonec se jim podaří dorazit do Trapezu mezi Řeky a v rámci angažmá pod vedením thráckého krále Seutha a pak pod vedením spartského generála Thimbróna se dostávají domů.
Jako postava se v díle mihne i Sókratés, s kterým se Xenofón radí, zda se přidat k výpravě.

## Vliv
Na dílo existuje mnoho odkazů v novější literatuře. Kromě toho ovlivnilo i vojevůdce: Předpokládá se, že popisovaný úspěch disciplinovaného řeckého vojska v Persii mohl mít o dvě generace později vliv na plány Filipa II. Makedonského. A inspiraci Anabází přiznal Thomas Edward Lawrence, organizátor arabského odboje proti turecké nadvládě.
Jako anabasis se také označuje ústup československých legií v letech 1917–1920 z důvodu změny vlády jejich spojence, carského Ruska, kam dezertovaly, aby bojovaly proti Rakousku-Uhersku a Německu. V tomto okamžiku (roku 1917) se totiž mění priority československých legií, když propukla ruská revoluce a když jsou zataženy do občanské války mezi rudoarmějci (stoupenci nové komunistické vlády) a bělogvardějci (protikomunisitckými silami, zahrnujícími široké spektrum politických směrů, od radikálních socialistů po stoupence carského samoděržaví). Ústup probíhal přes Transsibiřskou magistrálu, hlavní dopravní trasu napříč Ruskem a s železnicí, kterou bylo nutné bránit, aby se československé legie dostaly na východ – k přístavu Vladivostok, odkud se plavily po oceánech a do roku 1920 dorazily domů do nově vzniklého Československa.